# Sertularia australis
Sertularia australis is een hydroïdpoliep uit de familie Sertulariidae. De poliep komt uit het geslacht Sertularia. Sertularia australis werd in 1864 voor het eerst wetenschappelijk beschreven door Kirchenpauer. 